# 强世功
强世功（1967年—）陝西榆林人，中国法學家、教授。

## 生平
1967年，强世功出生于陝西榆林。1990年，强世功自中國人民大學法律系畢業，1999年獲北京大學法學院博士学位，2004年至2007年借調到中央人民政府駐香港特別行政區聯絡辦公室研究部任职。2007年，任北京大學法學院副院長。2009年11月，挂职北京大學社會科學部副部長。
2023年10月，任中央民族大學黨委常委、副校長。2024年11月，升任中央民族大学党委副书记、校长。

## 言论观点
强世功认为占中运动是翻版的文革，文革“使得中国人彻底放弃了文革，一心一意谋发展，从而取得了经济社会繁荣的成就。今天，香港人忘记了内地文革的教训，而把文革式的社会对抗运动引入香港”。香港特区第七届立法会选举后，强世功表示，中国共产党和中国政府是香港民主制度的设计者、创立者、维护者和推进者，“爱国者治港”的局面将更加稳固。
强世功对习近平法治思想评价甚高，称该思想“具有深远的哲学思考、丰富的理论内涵和科学的结构体系”，又指“蕴含高远的哲学思考、系统的理论思维、重大的政治理念、丰富的概念内涵”。他认为习近平新时代中国特色社会主义思想“用中国传统“心学”重新激活了共产主义理念...用现代法治思路来完善党对国家的领导，激活中国传统政治文化，推动国家治理迈向现代化”。

## 外界评论
强世功在2004年之前属于自由派，2000年曾发表《哈耶克使自由成为一门科学》盛赞哈耶克对自由主义的贡献。滕彪回忆，当他还在北京大学法学院读博时，强世功等就曾建立读书小组，专门研究施米特等西方保守派人物的著作。他分析认为，强世功思想转向国家主义的标志是2004年他“用施密特的理论来分析乌克兰的颜色革命”。之后强世功被借调中央人民政府駐香港特別行政區聯絡辦公室。强世功在2013年北大法学院毕业典礼发表的演讲被其同事贺卫方指“这就是纳粹！”
许纪霖指出强世功是中國新左翼的一员，而“中国新左派”一开始便具有某种国家主义的内在趋势，所以集体右转向有其内在的思想与历史逻辑。香港中文大学萨穆理（Samuli Seppänen）副教授认为强世功是一个“保守的社会主义者”（英語：conservative socialist）。还有人认为他是一位含蓄的法家思想者。民主中国发文称强世功主张的是极右翼的国家主义。
强世功被視為是極右翼思想家卡爾·施密特理論在中國的重要推手。北京大学哲学系教授赵敦华认为，“列奥·施特劳斯和卡尔·施密特的政治哲学在美国被用于强化传统宗教价值和国家权威，属于右派，但转口中国后，与批判现代性和反对启蒙主张相结合，成为“新左派”重要的西学资源”。西方“新左派”把中国打着同样旗号的人引以为同道，乃“滑天下之大稽”。

## 著作
强世功的主要研究方向为法理学、法律社会学、宪法学，有多部法律著作及译作问世。
- 《「一國兩制」在香港特別行政區的實踐》白皮書 （页面存档备份，存于）
- 《中国香港——文化与政治的视野》（2010）
- 《法制與治理：國家轉型的法律》（2003）
- 《法律人的城邦》（2003）
- 《法律的現代型劇場：哈特富勒論戰研究》（2006）
- 《超越法学的视界》（2006）
- 《立法者的法理学》（2007）
- 译著《美国宪法的高级法背景》（1996）